# Alexei Popyrin
Alexei Popyrin là vận động viên quần vợt người Úc.
Popyrin có vị trí ATP đơn cao nhất trong sự nghiệp là ở 1039 vào ngày 22 tháng 5 năm 2017. Anh cũng có vị trí ATP cao nhất là 1556 đạt được vào ngày 19 tháng 9 năm 2016.
Popyrin có được vị trí cao nhất trong bảng xếp hạng đơn trẻ là số 3 đạt được vào ngày 5 tháng 6 năm 2017. Anh ấy tìm đến vòng bán kết tại Giải quần vợt Úc Mở rộng 2017 ở nội dung đôi nam trẻ. Sau đó anh ấy dành danh hiệu Pháp Mở rộng 2017 nội dung đơn nam trẻ.

### Đơn: 1 (1 danh hiệu)
| Kết quả | Năm  | Giải quần vợt | Mặt sân | Đối thủ     | Tỷ số         |
| ------- | ---- | ------------- | ------- | ----------- | ------------- |
| Vô địch | 2017 | Pháp Mở rộng  | Đất nện | Nicola Kuhn | 7–6(7–5), 6–3 |